# Тирцеу Констанца Георгіївна
Констанца Георгіївна Тирцеу (рум. Constanța Târțău; 14 вересня 1930, Кишинів, Румунське королівство — 24 квітня 2014, Кишинів, Молдова) — молдавська та радянська актриса театру і кіно, диктор радіо і телебачення Молдови, заслужена артистка Молдавської РСР (1965).

## Біографія
Народилася в сім'ї музикантів, з дитинства захоплювалася співом і складанням віршів.
У 1952 році закінчила Ленінградський театральний інститут ім. О. М. Островського. З того ж року виступала на сцені Молдавського музично-драматичного театру ім. О. С. Пушкіна (нині Національний театр ім. М. Емінеску).
Працювала диктором на «Радіо Молдова 1» і була першою жінкою — диктором, що вийшла в ефір під час відкриття національного телебачення Молдови 30 квітня 1958 року.
Брала участь у програмі «Театр перед мікрофоном» молдавського радіо. Грала в телевізійному театрі «Діалог».
У 1971 році дебютувала у фільмі Лаутари.
За більш ніж 30-річну кар'єру зіграла в десятках п'єс і фільмів.
Похована на Центральному (Вірменському) кладовищі Кишинева.

## Вибрані театральні ролі
- Джульєтта в «Ромео і Джульєтта» (В. Шекспір);
- Лавінья — «Три пори року» (Ауреліу Бусуйок);
- Тамара Іванівна — «Батько» (Д. Матковський);
- Кольцова — «Радянський посол»;
- Наді — «Дуель» (Мар Байджиєв);
- «Каса маре» — (Іон Друце);
- Маша у п'єсі «Живий труп» (Л. Толстой);
- Марта в «Інтерв'ю у Буенос-Айресі» (Г. Боровик).

## Вибрана фільмографія
- 1971 — Лаутари — Дакіца, мати Лянки
- 1973 — Карби на пам'ять — Марія Жердан
- 1974 — Гнів — Панагія Чеботару
- 1977 — Сказання про хороброго витязя Фет-Фрумоса — мати Фет-Фрумоса
- 1981 — Перехідний вік — тітка Маріка
- 1981 — Червневий рубіж — пані Урсулеску

## Нагороди
- Заслужена артистка Молдавської РСР (1965)
- Премія імені Валерія Купчі.